# 발작
발작(發作, 영어: paroxysmal attack)은 어떤 증상이 강하고 갑작스럽게 일어나는 것을 말한다. 경련의 형태로 나타나기도 하며, 좁은 의미로는 뇌전증 발작만을 가리킨다.

## 종류
- 기면증
- 천식발작
- 공황발작
- 뇌전증 발작

## 같이 보기
- 경련